# Толсть
Толсть — деревня в Ефимовском городском поселении Бокситогорского района Ленинградской области.

## История
ТОЛСТИ — деревня Логиновского общества, прихода села Озерева. 

Крестьянских дворов — 16. Строений — 46, в том числе жилых — 23. 

Число жителей по семейным спискам 1879 г.: 45 м. п., 40 ж. п.; по приходским сведениям 1879 г.: 41 м. п., 39 ж. п.

В конце XIX — начале XX века деревня административно относилась к Тарантаевской волости 5-го земского участка 3-го стана Тихвинского уезда Новгородской губернии.

ТОЛСТИ — деревня Логиновского сельского общества, число дворов — 25, число домов — 37, число жителей: 48 м. п., 52 ж. п.; Часовня. (1910 год)

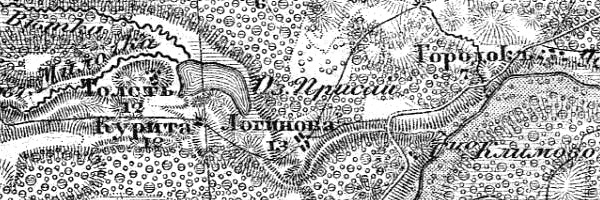
Деревня Толсть на карте 1912 года

Согласно военно-топографической карте Петроградской и Новгородской губерний издания 1912 года деревня называлась Толсть и состояла из 12 крестьянских дворов. Деревня находилась на берегах озера Присай и впадающей в него реки Милочка. Рядом с ней в озеро впадал ручей Ветка.
С 1917 по 1918 год деревня Толсти входила в состав Тарантаевской волости Тихвинского уезда Новгородской губернии. 
С 1918 года, в составе Череповецкой губернии.
С 1924 года, в составе Соминской волости Устюженского уезда.
С 1927 года, в составе Логиновского сельсовета Ефимовского района.
По данным 1933 года деревня называлась Толсть и входила в состав Логиновского карельского национального сельсовета Ефимовского района.
С 1939 года, в составе Турандинского сельсовета.
С 1954 года, в составе Озеревского сельсовета.
С 1965 года, в составе Бокситогорского района. В 1965 году население деревни составляло 116 человек.
По данным 1966 и 1973 года деревня  Толсть также входила в состав Озеревской сельсовета.
По данным 1990 года деревня  Толсть входила в состав Климовской сельсовета.
В 1997 году в деревне Толсть Климовской волости проживали 32 человека, в 2002 году — 35 человек (все русские).
В 2007 году в деревне Толсть Климовского СП проживали 20 человек, в 2010 году — 27.
В мае 2019 года Климовское сельское поселение вошло в состав Ефимовского городского поселения.

## География
Деревня расположена в южной части района на автодороге 41К-278 (Климово — Забелино).
Расстояние до деревни Климово — 4 км.
Расстояние до ближайшей железнодорожной станции Ефимовская — 49 км.
Деревня находится на левом берегу реки Ветка и западном берегу Толстинского озера.

## Демография
| 1997 | 2002 | 2007 | 2010 | 2017 |
| ---- | ---- | ---- | ---- | ---- |
| 32   | ↗35  | ↘20  | ↗27  | ↘19  |

## Инфраструктура
В деревне зарегистрировано 12 домохозяйств.